# 乔伊丝·雅库博维奇
乔伊丝·雅库博维奇（英語：Joyce Yakubowich，1953年5月29日—），加拿大女子田径运动员。她曾代表加拿大参加1971年和1975年泛美运动会田径比赛，获得二枚金牌和一枚铜牌。她也参加了1972年和1976年夏季奥运会。